# 洪宗楷
洪宗楷（英語：Hong Zong-Kai，1979年9月15日—），民主進步黨籍，現任行政院東部聯合服務中心執行長。生於高雄，曾為臺東縣議會第18屆縣議員中唯一一位民主進步黨籍者。

## 生平
洪宗楷祖父母皆出身澎湖，大學時期就讀臺東師範學院（今國立臺東大學）初等教育系，後留在臺東任職教師。於臺東大學就讀期間曾擔任學生會會長，因擔任學生會長時受民進黨青睞，而招募為民進黨青年軍東區執行長。
2014年中華民國地方公職人員選舉中當選臺東縣議會第一選舉區議員，為該屆30席議員中唯一民主進步黨籍縣議員。
2019年1月22日起擔任行政院東部聯合中心副執行長。2020年5月行政院東部聯合中心執行長許傳盛於5月20日因家庭因素請辭，遺缺由副執行長洪宗楷接任，成為東辦中心首位臺東縣出身的執行長。
2022年9月1日，因代表民進黨投入臺東縣臺東市市長選舉選戰，請辭行政院東部聯合中心執行長。2023年1月9日，回任執行長一職。

## 選舉紀錄
| 年度 | 選舉屆數               | 選舉區           | 所屬政黨   | 得票數 | 得票率 | 當選標記 | 備註 |
| ---- | ---------------------- | ---------------- | ---------- | ------ | ------ | -------- | ---- |
| 2014 | 第十八屆臺東縣議員選舉 | 臺東縣第一選舉區 | 民主進步黨 | 4,638  | 10.37% |          |      |
| 2018 | 第十二屆臺東市市長選舉 | 臺東縣臺東市     | 民主進步黨 | 21,577 | 39.16% |          |      |
| 2022 | 第十三屆臺東市市長選舉 | 臺東縣臺東市     | 民主進步黨 | 22,464 | 44.27% |          |      |

## 政績與倡議

### 爭取縣道193號拓寬新闊工程8億7仟萬元經費
2020年10月14日，行政院東部聯合服務中心邀集公路總局第四區養護工程處、花蓮縣政府建設處雙方進行實地會勘，針對該計畫內容修正部份做確認再送審，經中央、地方攜手努力下，以提升193線整體路網安全，並串連周邊七星潭觀光場域，優化整體交通品質，使交通網絡更通暢。2021年，洪宗楷成功向交通部公路總局爭取並最後核定總經費8億7仟萬元。

### 蘇花安和仁崇德段建議採用長隧道方案
2021年3月31日，洪宗楷表示，依據去年公路總局針對蘇花安於崇德村召開部落座談會之會議紀錄，以及與會的村民、民代等多數表達希望和仁崇德段採用長隧道方案，從區域長遠的交通建設來看，他個人也認為該路段採用長隧道方案比較符合花東民眾的期待與需求及花蓮地方普遍意見，會協助將地方意見轉達給公路總局。

### 花蓮又一村文創園區設立
2021年，為活化花蓮市國有閒置土地，洪宗楷與國有財產署花蓮辦事處成功活化仁愛街菸酒公賣局舊宿舍群，經二年多努力，讓民間公司進駐活化空間，重新打造成為「又一村文創基地」。

### 協助爭取臺東市提升道路品質經費
2021年4月7日，與立委劉櫂豪協助台東市爭取「提升道路品質計畫」1億4千多元的經費。

## 外部連結
- 台東 洪宗楷的Facebook專頁

| 官衔          | 官衔                                               | 官衔        |
| ------------- | -------------------------------------------------- | ----------- |
| 行政院        |                                                    |             |
| 前任： 許傳盛 | 行政院東部聯合服務中心執行長 第五任 2020年5月20日- | 繼任： 現任 |